# التحرير الاقتصادي في الهند
يشير التحرير الاقتصادي في الهند إلى تحرير السياسات الاقتصادية للبلد، والذي بدأ في عام 1991 بهدف جعل الاقتصاد أكثر توجهاً نحو السوق والخدمات، وتوسيع دور الاستثمار الخاص والأجنبي. معظم هذه التغييرات جزء من الشروط التي قدمها البنك الدولي وصندوق النقد الدولي كشرط لخطة إنقاذ بقيمة 500 مليون دولار للحكومة الهندية في ديسمبر 1991. وتشمل التغييرات المحددة تخفيض الواردات، إزالة التعريفات، تحرير الأسواق، تخفيض الضرائب، وزيادة الاستثمار الأجنبي. يرجع الفضل في التحرير إلى النمو الاقتصادي المرتفع الذي سجلته البلاد في التسعينيات والألفينيات. ألقى معارضوها باللوم على التحرير في زيادة عدم المساواة والتدهور الاقتصادي. ظل الاتجاه العام للتحرير كما هو، بصرف النظر عن الحزب الحاكم، على الرغم من أنه لم يقم أي حزب بعد بحل مجموعة متنوعة من القضايا الصعبة سياسياً، مثل تحرير قوانين العمل وخفض الإعانات الزراعية. يوجد جدال حيوي في الهند حول ما إذا كانت الإصلاحات الاقتصادية مستدامة ومفيدة لشعب الهند ككل.
وقد نصح صندوق النقد الدولي والبنك الدولي أحزاب الحكومة الهندية بمواصلة التحرير. قبل عام 2015، نمت الهند بوتيرة أبطأ من الصين، التي كانت تحرر اقتصادها منذ عام 1978.  في عام 2015، تجاوز نمو الناتج المحلي الإجمالي في الهند نمو الصين.  ذكرت صحيفة ماكينزي الفصلية أن إزالة العقبات الرئيسية «سوف يحرر الاقتصاد الهندي وينمو بوتيرة أسرع من الصين، بمعدل 10٪ سنويًا».
ومع ذلك، كان هناك جدل كبير حول التحرير كإستراتيجية نمو اقتصادي شاملة. تعمق عدم المساواة في الدخل في الهند منذ عام 1992، مع بقاء استهلاك أفقر الفقراء مستقرًا بينما يزيد نمو استهلاك الأكثر ثراء. كان معدل نمو الناتج المحلي الإجمالي في الهند في 2012-2013 هو الأدنى منذ عقد، حيث بلغ 5.1 ٪ فقط، في ذلك الوقت، ظهرت المزيد من الانتقادات للإصلاحات الاقتصادية في الهند؛ يبدو أنه فشل في معالجة نمو العمالة، والقيم الغذائية من حيث استهلاك الغذاء بالسعرات الحرارية، وكذلك نمو الصادرات - وبالتالي فقد أدى إلى زيادة العجز في الحساب الجاري مقارنة بالفترة السابقة للإصلاح. 

## سياسات ما قبل التحرير
تأثرت السياسة الاقتصادية الهندية بعد الاستقلال بالتجربة الاستعمارية (التي اعتبرها القادة الهنود استغلالية في طبيعتها) وتأثر هؤلاء القادة بالاشتراكية الفابية. تميل السياسة نحو الحمائية، مع التركيز بشدة على تصنيع بدائل الاستيراد تحت مراقبة الدولة، وتدخل الدولة على المستوى الجزئي في جميع الأعمال التجارية وخاصة في أسواق العمل والمالية، والقطاع العام الكبير، وتنظيم الأعمال، والتخطيط المركزي.  تشبه خطط الهند الخمسية التخطيط المركزي في الاتحاد السوفيتي. الصلب، والتعدين، والأدوات الآلية، والمياه، والاتصالات، والتأمين، ومحطات الكهرباء، من بين صناعات أخرى، تم تأميمها بشكل فعال في منتصف الخمسينيات.

### محاولة التحرير قبل عام 1991
بذلت محاولات لتحرير الاقتصاد في عامي 1966 و1985. تم عكس المحاولة الأولى في عام 1967. بعد ذلك، تم اعتماد نسخة أقوى من الاشتراكية. وكانت المحاولة الرئيسية الثانية في عام 1985 من قبل رئيس الوزراء راجيف غاندي. توقفت العملية في عام 1987، على الرغم من أن انعكاس نمط عام 1967 لم يحدث.
في الثمانينات، بدأت الحكومة بقيادة راجيف غاندي إصلاحات خفيفة. خفضت الحكومة قليلاً من ترخيص راج وعززت أيضًا نمو صناعات الاتصالات والبرمجيات.
اتخذت حكومة تشاندرا شيخار سينغ (1990-1991) العديد من الخطوات المهمة نحو الإصلاحات التي تمس الحاجة إليها وأرست أساسها.

### الوضع السائد خلال الثمانينات
- انخفاض معدل النمو السنوي للاقتصاد الهندي قبل عام 1980، بركود حوالي 3.5 ٪ من عقد 1950 إلى عقد 1980، في حين بلغ متوسط نصيب الفرد من الدخل 1.3 ٪. [17] في الوقت نفسه، نمت باكستان بنسبة 5 ٪ وإندونيسيا بنسبة 9 ٪ وتايلاند بنسبة 9 ٪ وكوريا الجنوبية بنسبة 10 ٪ وتايوان بنسبة 12 ٪. [18]
- سيتم منح أربعة أو خمسة تراخيص فقط للصلب والطاقة الكهربائية والاتصالات. بنى أصحاب التراخيص إمبراطوريات قوية ضخمة. [19]
- ظهور قطاع خاص ضخم. حققت الشركات المملوكة للدولة خسائر كبيرة. [19]
- أصبحت مصلحة ضريبة الدخل وإدارة الجمارك غير فعالة في التحقق من التهرب الضريبي.
- كان الاستثمار في البنية التحتية ضعيفًا بسبب احتكار القطاع العام. [19]
- أسس ترخيص راج «البيروقراطية غير المسؤولة التي تديم نفسها بنفسها والتي لا تزال موجودة في معظم أنحاء البلاد» [20]، وازدهر الفساد في ظل هذا النظام. [21]

## الإصلاحات الأولى (1991-1996)

### أزمة
بحلول عام 1991، كان لا يزال لدى الهند نظام سعر صرف ثابت، حيث تم ربط الروبية بقيمة سلة عملات الشركاء التجاريين الرئيسيين. بدأت الهند تواجه مشاكل في ميزان المدفوعات منذ عام 1985، وبحلول نهاية عام 1990، كانت حالة الهند في أزمة اقتصادية خطيرة. كانت الحكومة على وشك التخلف عن السداد،   رفض مصرفها المركزي الائتمان الجديد وتقلصت احتياطيات النقد الأجنبي إلى الحد الذي يجعل الهند بالكاد تمول واردات بقيمة ثلاثة أسابيع. كان عليها أن تعهد بـ 20 طناً من الذهب لبنك الاتحاد السويسري و 47 طناً لبنك إنجلترا كجزء من صفقة إنقاذ مع صندوق النقد الدولي (IMF). تم فرض معظم الإصلاحات الاقتصادية على الهند كجزء من خطة إنقاذ صندوق النقد الدولي. 

## تحرير عام 1991 وقرض البنك الدولي
استجابة للأزمة المذكورة أعلاه، شرعت وزارة المالية بقيادة وزير المالية مانموهان سينغ في تحرير الاقتصاد عام 1991 بدعم من رئيس الوزراء آنذاك ناراسيمها راو. أدت الإصلاحات إلى إلغاء ترخيص راج، وتخفيض التعريفات الجمركية وأسعار الفائدة وإنهاء العديد من الاحتكارات العامة، مما أتاح الموافقة التلقائية على الاستثمار الأجنبي المباشر في العديد من القطاعات.  ومنذ ذلك الحين، ظل التوجه العام للتحرير على حاله، على الرغم من عدم محاولة أي حكومة مواجهة جماعات الضغط القوية مثل النقابات والمزارعين، حول قضايا مثيرة للجدل مثل إصلاح قوانين العمل وخفض الإعانات الزراعية.  بحلول نهاية القرن الحادي والعشرين، كانت الهند قد تقدمت نحو اقتصاد السوق الحرة، مع تخفيض كبير في سيطرة الدولة على الاقتصاد وزيادة التحرير المالي.  وقد ترافق ذلك مع زيادة في متوسط العمر المتوقع ومعدلات الإلمام بالقراءة والكتابة والأمن الغذائي، رغم أن سكان الحضر استفادوا أكثر من سكان الريف.  تم الحصول على قروض من البنك الدولي للمشاريع الزراعية منذ عام 1972، واستمرت هذه القروض حيث تمكنت شركات البذور الدولية من دخول الأسواق الهندية. 
في 12 نوفمبر 1991، وبناءً على طلب مقدم من حكومة الهند، وافق البنك الدولي على قرض / ائتمان للتكيف الهيكلي يتكون من عنصرين - قرض من البنك الدولي للإنشاء والتعمير بقيمة 250 مليون دولار يتم سداده على مدار 20 عامًا، وائتمان من المؤسسة الدولية للتنمية بقيمة 183.8 مليون من حقوق السحب الخاصة (أي ما يعادل 250 مليون دولار) مع استحقاق 35 سنة، من خلال وزارة المالية الهندية. كان القصد من القرض في المقام الأول هو دعم برنامج الحكومة لتحقيق الاستقرار والإصلاح الاقتصادي. هذا رفع القيود المحددة، وزيادة الاستثمار الأجنبي المباشر، وتحرير النظام التجاري، وإصلاح أسعار الفائدة المحلية، وتعزيز أسواق رأس المال (البورصات)، وبدء إصلاح المؤسسات العامة (بيع المؤسسات العامة). 

## إصلاحات لاحقة
- فاجأ حزب بهاراتيا جاناتا (BJP) - إدارة أتال بيهاري فاجبايي الكثيرين بمواصلة الإصلاحات، عندما كانت على رأس شؤون الهند لمدة ست سنوات، من 1998 إلى 1999 ومن 1999 إلى 2004. [30]
- بدأ التحالف الوطني الديمقراطي الذي يقوده حزب بهاراتيا جاناتا في خصخصة الأعمال المملوكة للحكومة ضعيفة الأداء بما في ذلك الفنادق وماروتي سوزوكي والمطارات، وبدأ تخفيض الضرائب، وهي سياسة مالية عامة تهدف إلى الحد من العجز والديون وزيادة مبادرات الأشغال العامة.
- حاولت حكومة الجبهة المتحدة تقديم ميزانية تقدمية شجعت الإصلاحات، لكن الأزمة المالية الآسيوية عام 1997 وعدم الاستقرار السياسي خلقت ركودًا اقتصاديًا.
- مع نهاية عام 2011، بدأت حكومة ائتلافية بقيادة الكونغرس في تقديم 51٪ من الاستثمار الأجنبي المباشر في قطاع التجزئة. ولكن بسبب ضغوط الأحزاب الائتلافية والمعارضة، تم إلغاء القرار. ومع ذلك، تمت الموافقة عليه في ديسمبر 2012. [31]
- في الأشهر الأولى من عام 2015، قامت حكومة التحالف الوطني الديمقراطي الثانية يتقدمهم حزب بهاراتيا جاناتا بقيادة ناريندرا مودي بفتح قطاع التأمين من خلال السماح بنسبة تصل إلى 49٪ من الاستثمار الأجنبي المباشر. جاء ذلك بعد سبع سنوات من محاولة الحكومة السابقة وفشلت في المضي قدمًا في نفس الإصلاحات و 16 عامًا بعد فتح القطاع لأول مرة للمستثمرين الأجانب بنسبة تصل إلى 26٪ في ظل حكومة التحالف الوطني الأولى بقيادة حزب بهاراتيا جاناتا تحت إدارة أتال بيهاري فاجبايي. [32]
- حكومة التحالف الوطني الثانية بقيادة حزب بهاراتيا جاناتا فتحت أيضا صناعة الفحم من خلال تمرير مشروع قانون مناجم الفحم (أحكام خاصة) لعام 2015. أنهى فعلياً احتكار الحكومة المركزية الهندية لتعدين الفحم، والذي كان قائماً منذ التأميم في عام 1973 من خلال الضوابط الاشتراكية. لقد فتحت الطريق أمام الاستثمارات الخاصة والأجنبية في هذا القطاع، حيث يحق للقطاع الخاص التابع لشركات الأجنبية تقديم عطاءات للحصول على تراخيص الفحم، فضلاً عن التعدين التجاري للفحم. وقد ينتج عن ذلك استثمارات بمليارات الدولارات من قبل عمال المناجم المحليين والأجانب. هذه الخطوة مفيدة أيضًا لشركة فحم الهند المملوكة للدولة، والتي قد تحصل الآن على بعض التكنولوجيا وأفضل الممارسات التي تمس الحاجة إليها، مع فتح آفاق مستقبل أفضل لملايين عمال المناجم. [33]
- في دورة ميزانية عام 2016 للبرلمان، قاد ناريندرا مودي حكومة حزب بهاراتيا جاناتا عبر قانون الإفلاس. تقوم المدونة بإنشاء عمليات محددة زمنيا لحل الإعسار للشركات والأفراد. سيتم الانتهاء من هذه العمليات في غضون 180 يومًا. إذا تعذر حل الإعسار، فقد يتم بيع أصول المقترضين لسداد الدائنين. هذا القانون يخفف بشكل كبير من عملية ممارسة الأعمال التجارية، وفقا للخبراء يعتبره الكثيرون ثاني أهم إصلاح في الهند منذ عام 1991 بجوار ضريبة السلع والخدمات المقترحة. [34]
- في 1 يوليو 2017، وافقت حكومة التحالف الوطني بقيادة حزب بهاراتيا جاناتا بقيادة ناريندرا مودي على قانون فرض ضريبة موحدة على السلع والخدمات . تمت الموافقة عليه بعد 17 عامًا من اقتراح التشريع لأول مرة في ظل حكومة التحالف الوطني السابقة بقيادة حزب بهاراتيا جاناتا تحت إدارة أتال بيهاري فاجبايي في عام 2000. [35] توصف بأنها أكبر إصلاح ضريبي في الهند منذ 70 عامًا من الاستقلال وأهم إصلاح شامل من حيث سهولة ممارسة الأعمال التجارية منذ عام 1991. استبدلت ضريبة القيمة المضافة عددًا كبيرًا من الضرائب غير المباشرة بهيكل ضريبي موحد، وبالتالي تم عرضه على أنه يعيد تشكيل اقتصاد البلاد البالغ 2.5 تريليون دولار بشكل كبير. [36]

## تأثير

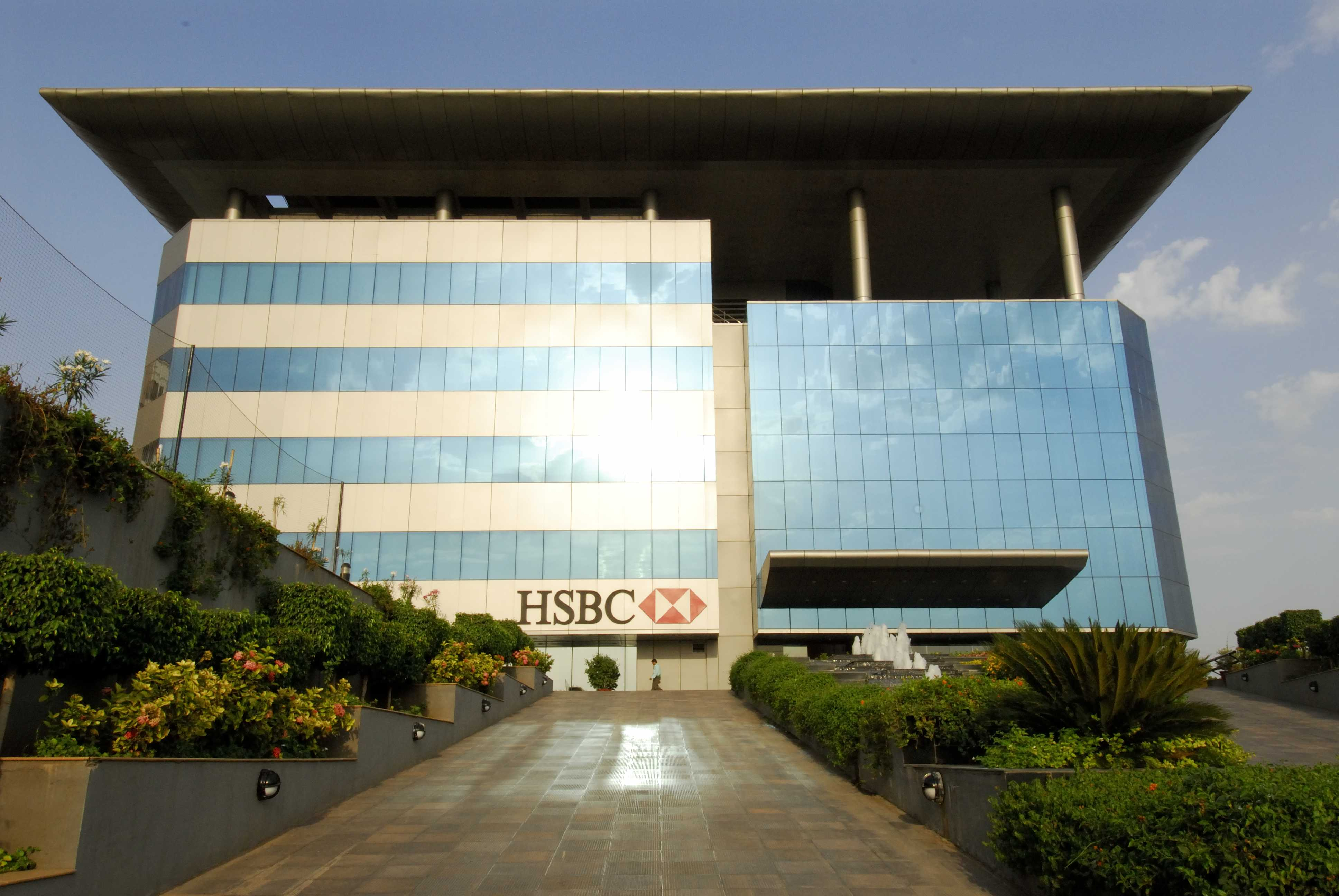
إتش إس بي سي الهند، بيون

كان للتحرير الاقتصادي في الهند العديد من الآثار، بعضها كان إيجابيا والبعض الآخر سلبيا بالنسبة لشعبها. زاد الاستثمار الأجنبي في البلاد (بما في ذلك الاستثمار الأجنبي المباشر، والاستثمار في محفظة الأوراق المالية، والاستثمار في أسواق رأس المال الدولية) من 132 مليون دولار أمريكي فقط في 1991-1992 إلى 5.3 دولار  مليار في 1995-1996.  من ناحية أخرى، مكّن أيضًا عدد من الشركات مثل إنرون من الاستثمار بسهولة أكبر في الهند، في مشاريع باهظة الثمن.  وفقًا لمجلس الشيوخ الأمريكي، فإن حصة أكبر استثمار أجنبي مباشر في الهند منذ عام 1992 جاءت من شركة إنرون (أكثر من 10٪). 
كان انتخاب أتال بيهاري فاجباي كرئيس وزراء الهند في عام 1998 وجدول أعماله ينظر إليه على أنه تغيير مرحب به من قبل البعض. تضمنت وصفته لتسريع التقدم الاقتصادي الحلول الممكنة للمشاكل المعلقة المتعلقة بالحرب الباردة مع الغرب وزيادة فتح الاستثمار الأجنبي المباشر.
بلغت ثمار التحرير ذروتها في عام 2006، عندما سجلت الهند أعلى معدل نمو في الناتج المحلي الإجمالي بنسبة 9.6 ٪.  مع هذا، أصبحت الهند ثاني أسرع الاقتصادات الرئيسية نمواً في العالم، بجوار الصين فقط.  تباطأ معدل النمو بشكل كبير في النصف الأول من عام 2012.  يذكر تقرير لمنظمة التعاون الاقتصادي والتنمية (OECD) أن متوسط معدل النمو 7.5 ٪ سوف يضاعف متوسط الدخل في عقد، وأن المزيد من الإصلاحات من شأنها تسريع وتيرة النمو.  بلغ النمو الاقتصادي حوالي 7.3 ٪ في 2014-2015.